# Abatocera
Abatocera es un género de escarabajos longicornios.

## Especies
- Abatocera arnaudi Rigout, 1987
- Abatocera irregularis Vollenhoven, 1871
- Abatocera leonina (Thomson, 1865)
- Abatocera keyensis Breuning, 1943
- Abatocera subirregularis Breuning, 1954